# Www.1939.com.pl
www.1939.com.pl – debiutancka, osadzona w realiach kampanii wrześniowej powieść sensacyjna z elementami science-fiction autorstwa Marcina Ciszewskiego, wpisująca się w nurt historii alternatywnej. 

## Opis fabuły
Niedaleka przyszłość. Na wojnę do Afganistanu ma zostać wysłana z Polski nowoczesna, choć z powodu ograniczonych środków finansowych niewielka jednostka. Jej dowódcą zostaje podpułkownik Jerzy Grobicki, który nie jest zbytnio zainteresowany dalszą służbą wojskową. Oddział zostaje uzupełniony o grupę amerykańskich żołnierzy, którzy pilnują tajnej ciężarówki z polem siłowym do ochrony żołnierzy na froncie. Dla dowodzącego Polakami pułkownika problemem jest fakt, iż Amerykanami dowodzi jego była miłość, kapitan Nancy Sanchez. Po przybyciu na poligon pod Radomiem - ujawnia się kolejna właściwość urządzenia, jaką jest możliwość odbywania krótkich podróży w czasie w celu naprawy błędnych decyzji na polu walki. Wskutek burzy i uderzenia pioruna następuje uruchomienie programu podróży i przeniesienie całego batalionu w czasy kampanii wrześniowej. Żołnierze niechętnie, pod naciskiem części oficerów, postanawiają wziąć udział w walkach i wspomóc Wojsko Polskie w trwającej właśnie bitwie pod Mokrą. Powieściowe postaci walczą z siłami niemieckiego XVI Korpusu, z pomocą Wołyńskiej Brygady Kawalerii. Niemcy ponoszą ciężkie straty.

## Skład oddziału
- Dowódca – ppłk Jerzy Grobicki.
- Sztab – mjr Ryszard Łapicki
- Drużyna łączności – kpr Józef Galaś, kpr Cupryś.
- Kompania logistyczna – por. Tomasz Sawicki.
- Pluton rozpoznania z przydzielonym plutonem saperów – 3 rozpoznawcze transportery opancerzone BRDM-2 – por. Karol Stańczak.
- Kompania czołgów – 16 zmodyfikowanych czołgów podstawowych PT-91 – kpt. Wojciech Kurcewicz.
- Kompania piechoty – 10 bojowych wozów piechoty KTO Rosomak – por. Jakub Borek.
- Dywizjon artylerii – 4 samobieżne armatohaubice AHS Krab, 4 samobieżne wyrzutnie rakietowe BM-21 Grad, 2 samobieżne moździerze AMOS – kpt. Dariusz Wójcik.
- Bateria plot – 4 samobieżne zestawy przeciwlotnicze ZSU-23-4MP Biała – por. Wacław Grabowski (po tym jak załamał się psychicznie, dowodzenie przejął ppor. Wałecki).
- Klucz śmigłowców – 4 zmodyfikowane śmigłowce szturmowe Mi-24 – kpt. Jan Wieteska.
- Pluton GROM – 4 samochody terenowe HMMWV – por. Janusz Wojtyński.
- Sekcja MDS oraz drużyna Marines – 2 samochody terenowe HMMWV – kpt. Nancy Sanchez.